# 羅倫斯東站
羅倫斯東站（英語：Lawrence East Station）是一座已停用的多倫多地鐵士嘉堡輕鐵車站，坐落加拿大安大略省多倫多士嘉堡堅尼地道和美蘭路（Midland Avenue）之間的一段羅倫斯東路，於1985年3月22日聯同該線其他車站一起開幕，運作至2023年7月24日該線關閉為止。
隨著士嘉堡輕鐵車隊的壽命接近終結，多倫多公車局（TTC）於2021年提議在2023年停運該線並以巴士服務取代之，直至布魯亞－丹佛線延線開通為止。士嘉堡輕鐵於2023年7月24日出現脫軌事故後，該線較原定提早四個月停運，羅倫斯東站亦隨之關閉。TTC計劃將部分原有士嘉堡輕鐵車道轉換為巴士通行道讓替代巴士服務運行，並於原羅倫斯東站月台以南設站讓巴士停靠:23；巴士通行道暫定於2025年投入服務。
布魯亞－丹佛線延線將於羅倫斯東路夾麥高雲道的西南角（士嘉堡全科醫院附近）設置一座新的羅倫斯東站，暫定2030年啓用。

## 外部連結
- 维基共享资源上的相關多媒體資源：羅倫斯東站
- （英文）TTC Lawrence East Station （页面存档备份，存于）－多倫多公車局網站 羅倫斯東站頁面